# Glasgow Storm
Il Glasgow Storm Basketball Club è una società britannica di pallacanestro fondata nel 2001 a Glasgow, in Scozia.
La squadra gioca presso il Scotstoun Leisure Centre di Glasgow. Oltre a partecipare alla Scottish Men's National League con la formazione senior, gareggia anche nella Strathclyde League Basketball Association. Ha entrambe le squadre maschili e femminili a vari livelli giovanili.

## Statistiche
| Stagione      | Div.        | Pos. | Partite | Vinte | Perse | Punti | Play Offs        | Scottish Cup         |
| ------------- | ----------- | ---- | ------- | ----- | ----- | ----- | ---------------- | -------------------- |
| Glasgow Storm |             |      |         |       |       |       |                  |                      |
| 2002–2003     | SNBL        | 9°   | 18      | 2     | 16    | 20    | No Playoff       | Ottavi di finale     |
| 2003–2004     | SNBL        | 9°   | 18      | 1     | 17    | 19    | No Playoff       | Ottavi di finale     |
| 2004–2005     | SNBL        | 6°   | 17      | 8     | 9     | 25    | No Playoff       | /                    |
| 2005–2006     | SNBL        | 8°   | /       | /     | /     | /     | No Playoff       | /                    |
| 2006–2007     | SNBL        | 6°   | 16      | 8     | 8     | 24    | No Playoff       | /                    |
| 2007–2008     | SNBL        | 6°   | 16      | 7     | 9     | 23    | No Playoff       | /                    |
| 2008–2009     | SNBL        | 6°   | 20      | 2     | 18    | 22    | No Playoff       | /                    |
| 2009–2010     | SNBL        | 5°   | 19      | 3     | 16    | 22    | No Playoffs      | /                    |
| 2010–2011     | SNBL        | 8°   | 18      | 5     | 13    | 23    | Non qualif.      | /                    |
| 2011–2012     | SNBL        | 8°   | 18      | 7     | 11    | 25    | Quarter Finals   | Sedicesimi di finale |
| 2012–2013     | SNBL        | 10°  | 18      | 2     | 16    | 20    | Non qualif.      | Ottavi di finale     |
| 2013–2014     | SNBL        | 8°   | 18      | 6     | 12    | 24    | Quarti di finale | Quarti di finale     |
| 2014–2015     | SNBL Div. 1 | 7°   | 22      | 8     | 14    | 30    | Quarti di finale | Ottavi di finale     |
| 2015–2016     | SNBL Div. 1 | 7°   | 18      | 6     | 12    | 24    | Semifinale       | Semifinale           |